# Tippu Tip
Tippu Tib o Tip (1837 - 14 de juny de 1905), de nom real Hamed bin Mohammed el Marjebi, va ser un poderós comerciant d'esclaus suahili originari de Zanzíbar. Segons es diu, el seu sobrenom procedia del so del mosquet, principal arma dels traficants d'esclaus.
A les ordres de successius soldans de Zanzíbar va enviar expedicions a l'est de l'Àfrica central a la recerca d'esclaus i vori. Cap a 1880 senyorejava un vast imperi a l'Àfrica oriental i central. Va conèixer i va donar auxili a diversos famosos exploradors europeus, com ara Henry Morton Stanley.
El 1887 va ser nomenat governador de la província Oriental per Leopold II de Bèlgica, propietari de l'Estat Lliure del Congo, cosa que era en el fons el reconeixement de la seva autoritat de facto sobre el territori. Tanmateix, el 1891 va esclatar una guerra entre Tippu Tip i l'Estat Lliure per l'explotació dels recursos del curs superior del riu Congo. La Force Publique, l'exèrcit de l'Estat Lliure, va aconseguir vèncer gràcies a la superioritat del seu armament. El 1893 els homes de Tippu Tip van perdre la ciutat de Nyangwe i poc després Ujiji. La guerra va concloure el 1894.
Tippu Tip va morir el 1905 a Stone Town, la principal ciutat de Zanzíbar.